# Maarten Schollaardt
Maarten Schollaardt (ur. 27 października 1977) – holenderski brydżysta, World Master w kategorii Open (WBF), European Master (EBL).
Maarten Schollaardt jest profesjonalnym brydżystą. Od 2005 roku prowadzi szkolenia kadr młodzieżowych (do lat 20) Holandii. W roku 2008 otrzymał nagrodę za najlepszą obronę w sezonie 2007-2008 (IBM Bridge Hand-of-the-Year).
Grywa w internecie na BBO używając identyfikatora Skollie. Prowadzi blog komentujący partie rozgrywane w internecie.
Jest bratem DJ radiowej Annemieke Schollaardt.

## Wyniki brydżowe

### Olimpiady
Na olimpiadach uzyskał następujące rezultaty:
| Olimpiady brydżowe. Zawody teamów | Olimpiady brydżowe. Zawody teamów | Olimpiady brydżowe. Zawody teamów | Olimpiady brydżowe. Zawody teamów | Olimpiady brydżowe. Zawody teamów | Olimpiady brydżowe. Zawody teamów |
| Rok                               | Miejsce                           | Zawody                            | Kategoria                         | Drużyna                           | Pozycja                           |
| --------------------------------- | --------------------------------- | --------------------------------- | --------------------------------- | --------------------------------- | --------------------------------- |
| 2004                              | Stambuł                           | 12. Olimpiada Teamów              | Open                              | Netherlands                       | 2                                 |

### Zawody światowe
W światowych zawodach zdobył następujące lokaty:
| Mistrzostwa Świata. Konkurencja teamów | Mistrzostwa Świata. Konkurencja teamów | Mistrzostwa Świata. Konkurencja teamów     | Mistrzostwa Świata. Konkurencja teamów | Mistrzostwa Świata. Konkurencja teamów | Mistrzostwa Świata. Konkurencja teamów |
| Rok                                    | Miejsce                                | Zawody                                     | Kategoria                              | Drużyna                                | Pozycja                                |
| -------------------------------------- | -------------------------------------- | ------------------------------------------ | -------------------------------------- | -------------------------------------- | -------------------------------------- |
| 2011                                   | Veldhoven                              | 40. Mistrzostwa Świata Teamów              | Trans                                  | Gargoyle Oranje                        | 51                                     |
| 2005                                   | Estoril                                | 37. Mistrzostwa Świata Teamów              | Trans                                  | Orange 2                               | 10                                     |
| 2003                                   | Monte Carlo                            | 36. Mistrzostwa Świata Teamów              | Trans                                  | van Hoof                               | 20                                     |
| 2002                                   | Brugia                                 | 1(B). Akademickie Mistrzostwa Świata Temów | Open                                   | Netherlands                            | 3                                      |
| 2001                                   | Mangaratiba                            | 8. Młodzieżowe Mistrzostwa Świata Teamów   | Juniorzy                               | Netherlands                            | 7                                      |
| 2000                                   | Maastricht                             | 11. Olimpiada Brydżowa                     | Miksty                                 | Paulissen                              | 22                                     |
| 2000                                   | Maastricht                             | 1(M). Akademickie Mistrzostwa Świata Temów | Open                                   | Netherlands                            | 4                                      |

| Mistrzostwa Świata. Konkurencja par | Mistrzostwa Świata. Konkurencja par | Mistrzostwa Świata. Konkurencja par | Mistrzostwa Świata. Konkurencja par | Mistrzostwa Świata. Konkurencja par | Mistrzostwa Świata. Konkurencja par |
| Rok                                 | Miejsce                             | Zawody                              | Kategoria                           | Partner                             | Pozycja                             |
| ----------------------------------- | ----------------------------------- | ----------------------------------- | ----------------------------------- | ----------------------------------- | ----------------------------------- |
| 2006                                | Werona                              | 12. Mistrzostwa Świata              | Open IMP                            | Herman Drenkelford                  | 158                                 |
| 2006                                | Werona                              | 12. Mistrzostwa Świata              | Open                                | Oscar Nettl                         | 249                                 |
| 2001                                | Stargard                            | 4. Mistrzostwa Świata Par Juniorów  | Juniorzy                            | Jeroen Bruggeman                    | 22                                  |
| 1999                                | Nymburk                             | 3. Mistrzostwa Świata Par Juniorów  | Juniorzy                            | Marcel Lagas                        | 25                                  |
| 1998                                | Lille                               | 10. Mistrzostwa Świata              | Open                                | Anke Wijma                          | 83                                  |
| 1997                                | Santa Sofia Forlí                   | 2. Mistrzostwa Świata Par Juniorów  | Juniorzy                            | Marcel Lagas                        | 34                                  |

### Zawody europejskie
W europejskich zawodach zdobył następujące lokaty:
| Zawody europejskie. Konkurencja teamów | Zawody europejskie. Konkurencja teamów | Zawody europejskie. Konkurencja teamów    | Zawody europejskie. Konkurencja teamów | Zawody europejskie. Konkurencja teamów | Zawody europejskie. Konkurencja teamów |
| Rok                                    | Miejsce                                | Zawody                                    | Kategoria                              | Drużyna                                | Pozycja                                |
| -------------------------------------- | -------------------------------------- | ----------------------------------------- | -------------------------------------- | -------------------------------------- | -------------------------------------- |
| 2009                                   | Paryż                                  | 8. Puchar Europy                          | Open                                   | BCL - Netherlands                      | 7                                      |
| 2008                                   | Amsterdam                              | 7. Puchar Europy                          | Open                                   | TWH- Netherlands                       | 5                                      |
| 2007                                   | Wrocław                                | 6. Puchar Europy                          | Open                                   | BCM - Netherlands                      | 10                                     |
| 2005                                   | Teneryfa                               | 2. Otwarte Mistrzostwa Europy             | Open                                   | Orange 2                               | 38                                     |
| 2003                                   | Rzym                                   | 2. Puchar Europy                          | Open                                   | Lombard Rotterdam                      | 3                                      |
| 2003                                   | Mentona                                | 1. Otwarte Mistrzostwa Europy             | Open                                   | Net Muller                             | 17                                     |
| 2002                                   | Torquay                                | 18. Młodzieżowe Mistrzostwa Europy Teamów | Juniorzy                               | Netherlands                            | 8                                      |
| 2000                                   | Antalya                                | 17. Młodzieżowe Mistrzostwa Europy Teamów | Juniorzy                               | Netherlands                            | 2                                      |
| 1998                                   | Wiedeń                                 | 16. Młodzieżowe Mistrzostwa Europy Teamów | Juniorzy                               | Netherlands                            | 10                                     |

| Zawody europejskie. Konkurencja par | Zawody europejskie. Konkurencja par | Zawody europejskie. Konkurencja par | Zawody europejskie. Konkurencja par | Zawody europejskie. Konkurencja par | Zawody europejskie. Konkurencja par |
| Rok                                 | Miejsce                             | Zawody                              | Kategoria                           | Partner                             | Pozycja                             |
| ----------------------------------- | ----------------------------------- | ----------------------------------- | ----------------------------------- | ----------------------------------- | ----------------------------------- |
| 2005                                | Teneryfa                            | 2. Otwarte Mistrzostwa Europy       | Open                                | Bas Drijver                         | 166                                 |
| 2003                                | Mentona                             | 1. Otwarte Mistrzostwa Europy       | Open                                | Bas Drijver                         | 88                                  |

## Klasyfikacja
- Maarten Schollaardt – klasyfikacja WBF (ang.)
- Maarten Schollaardt – klasyfikacja EBL (ang.)